# Titkok fogságában
A Titkok fogságában (eredeti cím: The Secrets We Keep) 2020-ban bemutatott amerikai thriller Yuval Adler rendezésében. A forgatókönyvet Adler és Ryan Covington írta. A főszerepben Noomi Rapace, Joel Kinnaman és Chris Messina.
2020. szeptember 16-án adták ki korlátozott kiadásban, majd 2020. október 16-án a Bleecker Street Video on Demand szolgáltatáson keresztül mutatta be, Magyarországon november közepén jelent meg szinkronizálva.

## Cselekmény
A második világháború utáni Amerikában Maja, egy román nő, újjáépíti életét a külvárosban orvos férjével, Lewisszal, akit a háború után egy görög kórházban dolgozva ismert meg.
Lewis jelenleg egy békés amerikai kertvárosban él, és a helyi olajfinomítóban dolgozókat ellenőrzi. Maja az egyik férfit Karlként véli felismerni, aki szörnyű háborús bűnöket követett el ellene. Kalapáccsal támad rá, amikor az üzemből kijön, és az autója csomagtartójába dobja.
Amikor Maja elmondja Lewisnak, hogy Karl nemcsak őt, hanem a húgát is megerőszakolta és megölte a háború alatt, a férfi beleegyezik, hogy segít, és bebörtönzik a férfit a pincéjükbe. A férfi bizonygatja, hogy nem német vagy volt náci, és azt mondja nekik, hogy svájci, aki a háború alatt Zürichben dolgozott hivatalnokként. Maja nem hisz neki, és mindent megtesz, hogy kiszedje belőle az igazságot.

## Szereplők
| Szerep              | Színész              | Magyar hang         |
| ------------------- | -------------------- | ------------------- |
| Maja                | Noomi Rapace         | Németh Borbála      |
| Thomas              | Joel Kinnaman        | Welker Gábor        |
| Lewis               | Chris Messina        | Rajkai Zoltán       |
| Rachel              | Amy Seimetz          | Zsigmond Tamara     |
| Patrick             | Jackson Dean Vincent | Kovács András Bátor |
| Annabel             | Madison Paige Jones  | Hegedűs Johanna     |
| Miriah              | Miluette Nalin       |                     |
| Mr. White           | Jeff Pope            |                     |
| Brouwer tizedes     | David Maldonado      | Németh Gábor        |
| Albert Sonnderquist | Ed Amatrudo          |                     |
| Claire              | Victoria Hill        |                     |

## Gyártás
2018 novemberében bejelentették, hogy Noomi Rapace és Joel Kinnaman csatlakozott a film szereplőihez, Yuval Adler lett a rendező, Ryan Covington a forgatókönyvíró. Lorenzo di Bonaventura, Erik Howsam, Greg Shapiro és Adam Riback lett a film producere, a Di Bonaventura Pictures, az AGC Studios és az Echo Lake Entertainment gyártócégek alatt. 2019 áprilisában Amy Seimetz és Chris Messina csatlakozott a film stábjához, a projekt forgatása pedig ugyanebben a hónapban kezdődött.